# Daniel Jackson
Daniel Jackson je zamišljeni lik iz znanstveno fantastičnog filma Zvjezdana vrata i TV serije Zvjezdana vrata SG-1. Također je gostujući lik i u prvoj epizodi Stargate Atlantisa. U serijama Zvjezdana vrata SG-1 i Stargate Atlantis glumi ga Michael Shanks, a u filmu dr. Daniela Jacksona glumi James Spader.
Doktor Daniel Jackson je arheološki stručnjak i jezikoslovac u SG-1 timu. Govori 27 jezika. Odgovoran je za probijanje šifre za prvo putovanje kroz zvjezdana vrata. 

## Životopis
Rođen je 8. srpnja 1965. godine. Njegovi roditelji Clare i Melburn su stradali dok je Danielu bilo osam godina, i to u umjetničkom muzeju Manhattana kada je nesretnim slučajem na njih pala kamena ploča. Daniel je bio poslan usvojiteljima jer ga je njegov djed Nicholas Ballard napustio nakon pokopa.

## Zvjezdana vrata
Njegovo prvo pojavljivanje u filmu je bilo na arheološkom seminaru gdje je iznio svoju teoriju o tome da su piramide mnogo starije nego što se misli. Teorija nije imala dobar odjek među njegovim kolegama, ali žena po imenu Catherine Langford mu ponudi posao. 
Za nju, on je koristeći svoje znanje drevnog egipatskog jezika otvorio uređaj koji se zove zvjezdana vrata. Prošavši kroz njih Daniel dospijeva na planet Abydos gdje upoznaje i zaljubljuje se u djevojku po imenu Sha'uri (u seriji Zvjezdana vrata SG-1 ona se zove Sha're) kojom se kasnije oženi.
Vjerujući da je Danijel glasnik ili predstavnik lorda Ra abidonijanske stariješine mu poklanjaju Sha'uri za ženu. Unatoč tome što ju je smatrao veoma privlačnom, Daniel je odbija vjerujući da su je prislili na to da bude s njim. Ona pomaže u organizaciji pobune protiv Ra kada je on zarobio Daniela. Nakon pobjede nad Raom, Daniel odlučuje ostati na Abydosu jer je konačno pronašao obitelj. Pukovnik Jack O'Neill mu u tome pomogne napisavši u izvještaju da je Daniel poginuo. 

## Zvjezdana vrata SG-1
Prvo pojavljivanje u seriji Zvjezdana vrata SG-1 je bilo godinu dana nakon njegove odluke o ostanku na Abydosu. Jack O'Neill  se vraća na planet s novim timom. Daniel objavljuje svoja otkrića vezana za zvjezdana vrata, odnosno otkriva da su ona sistem koji povezuje planete u galaksiji Mliječni put omogućavajući na taj način intergalaktičko putovanje.
Sha're biva zarobljena od strane Apophisovih Jaffa i odvedena na Chulak da bi postala sluga Apophisovoj ženi, goa'uldskoj kraljici Amonet. Jackson se pridružio SG-1 timu u traganju za svojom ženom te je zbog toga ostao u SG-1 timu.
Sha're ostaje trudna s Apophisom i rađa zabranjeno dijete Hersesis, koje posjeduje svo Goa'uldsko znanje. Uz pomoć Kasufa, Sha'reinog oca on sakriva dijete od Goa'ulda koji ga žele ubiti. Međutim kasnije Daniel prima poruku od Kasufa da se Amonet vratila i uzela za taoce nekoliko stanovnika, ali dijete je spašeno tako da je poslano na planet Kheb.  Prije nego što će umrijeti Sha're ostavlja Danielu njenog i Apophisovog sina. 
Daniel započinje potragu i nakog gotovo godinu traganja pronalazi Kheb i Hersesisa pod zaštitom Ome Desale, uzdignutog Drevnog kojeg je njezin narod protjerao zbog kršenja pravila o nemiješanju u sudbine nerazvijenih civilizacija.
Isprva je Daniel želio sam čuvati dijete jer je tako obećao Sha're, ali se predomisli i ostavi ga u rukama Desale jer je vjerovao da će ga ona moći zaštiti od Goa'ulda.
Daniel biva izložen smrtonosnoj dozi radijacije spašavajući stanovništvo na planeti Langara. Dok je bio na samrti posjećuje ga Oma Desala nudeći mu uzdignuće-prelazak na viši nivo postojanja tako što će odbaciti materijalno tijelo i postati energija, što on prihvaća. Što je duže bio među uzdignutim bićima, sve se manje slagao s njihovom filozofijom o nemiješanju u sudbine drugih bića što na kraju dovodi do toga da on pokuša prekršiti pravilo pokušavajući uništiti Anubisa. Zbog toga biva kažnjen tako što mu je vraćeno materijalno tijelo i izbrisano sjećanje na raydoblje dok je bio uzdignuto biće. Uzdignuti Drevni (Ancienti) ga ostavljaju na planetu Vis Uban gdje ga nakon nekoliko mjeseci pronalazi SG-1 tim. U vremenu dok je Daniel bio Uzdignut, njegovo mjesto u SG-1 timu zauzeo je Jonas Quinn.